# Mission des Nations unies chargée d'enquêter sur les utilisations présumées d'armes chimiques en République arabe syrienne
La Mission des Nations unies chargée d'enquêter sur les utilisations présumées d'armes chimiques en République arabe syrienne était une mission d'établissement des faits des Nations unies chargée d'enquêter sur l'utilisation possible d'armes chimiques en Syrie entre 2012 et 2013.

## Histoire
La mission est établie par le secrétaire général de l'ONU Ban Ki-moon le 21 mars 2013 pour enquêter sur l'attaque chimique de Khan al-Assal du 19 mars 2013, attaque portée à l'attention du secrétaire général par le régime syrien,. Le 27 mars 2013, le Ban Ki-moon nomme Åke Sellström à la tête de la mission. La mission était constituée d'une équipe de l'OIAC dirigée par Scott Cairns et une équipe de l'OMS dirigée par Maurizio Barbeschi.
Le 16 septembre 2013, la mission publie un rapport mettant l'accent sur le massacre de la Ghouta du 21 août 2013. Le lendemain, Åke Sellström et son équipe répondent aux questions concernant le rapport lors d'une conférence de presse. Le 12 décembre 2013, la mission remet son rapport final à Ban Ki-moon.

### Enquêtes
Des enquêtes sur 16 attaques chimiques présumées sont confiées à la mission. Au total, la mission enquête sur 7 des 16 attaques chimiques présumées. Les 9 autres attaques n'ont pas été étudiées car la mission n'a pas pu avoir accès à suffisamment d'informations ou à des informations non vérifiables indépendamment ou jugées peu crédibles.
| Date                   | Lieu                           | Article détaillé                  | Enquête |
| ---------------------- | ------------------------------ | --------------------------------- | ------- |
| 17 octobre 2012        | Salqin (en)                    | —                                 | Non     |
| 23 décembre 2012       | Homs                           | Siège de Homs                     | Non     |
| 13 mars 2013           | Daraya                         | —                                 | Non     |
| 19 mars 2013           | Khan al-Assal                  | Attaque chimique de Khan al-Assal | Oui     |
| 19 mars 2013           | Otaybah (en)                   | —                                 | Non     |
| 24 mars 2013           | Adra                           | —                                 | Non     |
| Du 12 au 14 avril 2013 | Jobar (en)                     | Attaques chimiques de Jobar       | Non     |
| 13 avril 2013          | Quartier Cheikh Maqsoud d'Alep | —                                 | Oui     |
| 25 avril 2013          | Daraya                         | —                                 | Non     |
| 29 avril 2013          | Saraqeb                        | Attaque chimique de Saraqeb       | Oui     |
| 14 mai 2013            | Qasr Abou Samrah               | —                                 | Non     |
| 21 mai 2013            | Ghouta                         | Massacre de la Ghouta             | Oui     |
| 23 mai 2013            | Adra                           | —                                 | Non     |
| 22 août 2013           | Bahhariyeh                     | —                                 | Oui     |
| 24 août 2013           | Jobar (en)                     | —                                 | Oui     |
| 25 août 2013           | Ashrafiyat Sahnaya (en)        | —                                 | Oui     |